# Кафорно (Терамо)
Кафорно (итал. Caforno) је насеље у Италији у округу Терамо, региону Абруцо.
Према процени из 2011. у насељу је живело 34 становника. Насеље се налази на надморској висини од 366 м.